# Ceyloria vicina
Ceyloria vicina är en insektsart som först beskrevs av Lucien Chopard 1928.  Ceyloria vicina ingår i släktet Ceyloria och familjen syrsor. Inga underarter finns listade i Catalogue of Life.